# Музика Стародавнього Риму

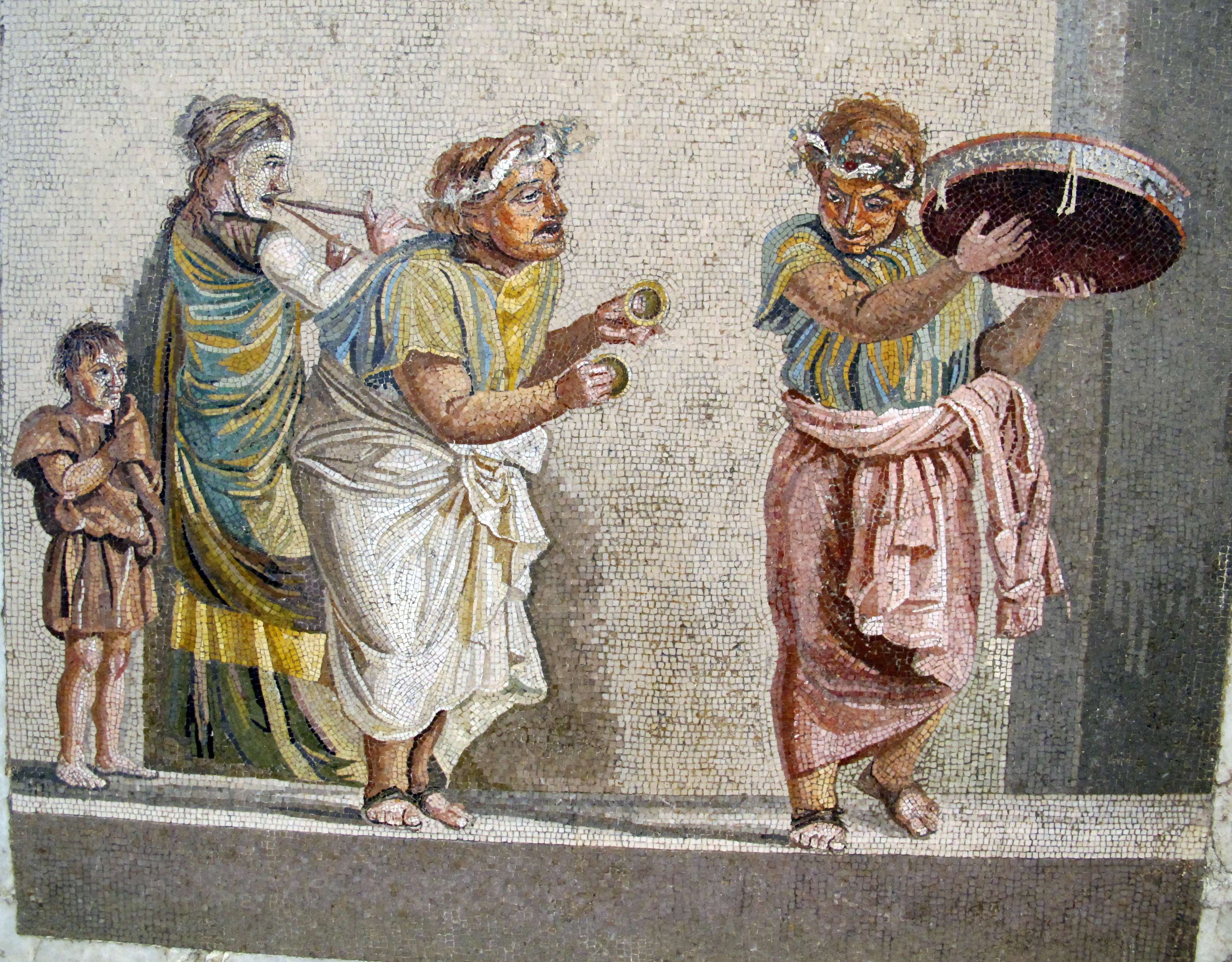

Музика Стародавнього Риму — вид мистецтва який слугував римлянам як спосіб розважитися, відпочити, підбодрити (напр. у бою) та довести свою думку слухачеві. Давньоримська музика розвивалася на основі елліністичної культури і відігравала велику роль у житті римлян. Хорові ансамблі виступали в цирках і театрах, ефектні видовища (бої гладіаторів, страти) йшли під звуки труб, рогів та інших інструментів. Давньоримська музика існувала в єдності з іншими видами мистецтва.

## Історія
Ранньоримська музика мала порівняно самостійний характер. Виникли музичні жанри, пов'язані з побутом. У побуті були наспіви салієв і «арвальских братів»(стрибуни, танцюристи). Салії влаштовували танці-ігри, а «арвальских братів» влаштовували святкування, присвячені врожаю. У Римі було популярно спів поетичних творів таких поетів, як Горація, Вергілія та ін, які співалися в супроводі щипкових інструментів Горацій називав свої оди «словами, які мають звучати co струнами».
Інструментальна музика Стародавнього Риму значно розвинулася завдяки театральному жанру пантоміми: танцюрист-соліст виступав під акомпанемент оркестру та хору. Римський філософ відзначав, що в театрах іноді було більше виконавців, ніж глядачів. Деякі філософи та музичні теоретики відзначали, що деякі спектаклі, перенесені з Греції в Рим, втрачали свою вишуканість і мали розважальний характер.

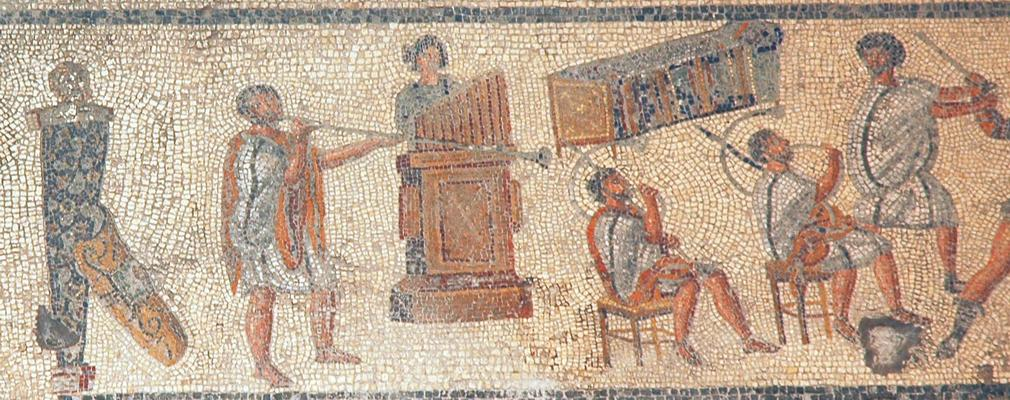

В кінці I століття н. е.. імператор Доміціан заснував Капітолійські змагання, учасники яких змагалися в співі, грі на кіфарі та авлосі. Популярними були концерти віртуозів. Імператор Нерон ввів «грецьке змагання», в якому виступав як співак, поет і кіфаредів. Музична культура в пізній період набула рис помпезності. Після прийняття в Римській імперії Міланського едикту про віротерпимість поширився християнський спів.

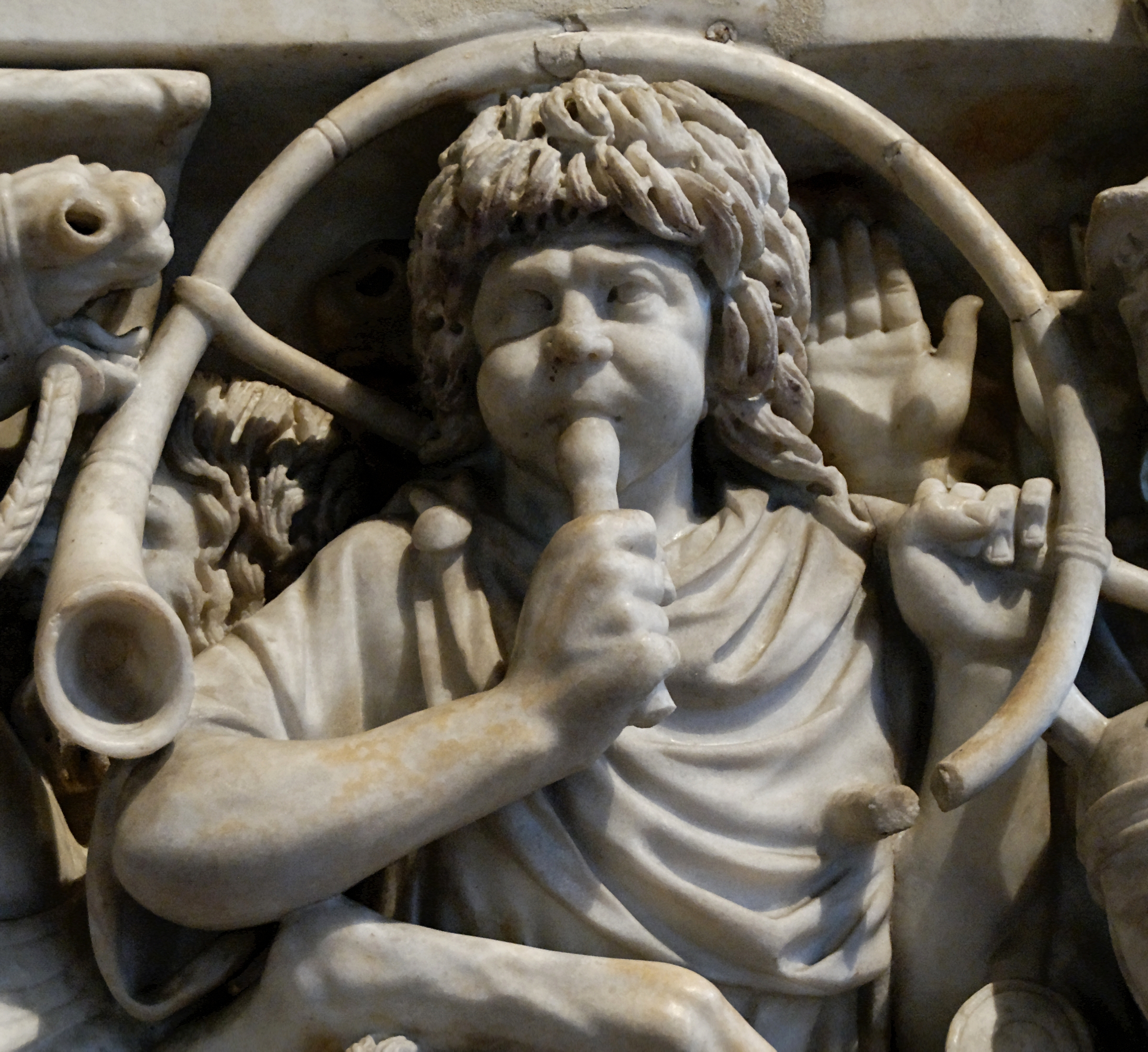

Під кінець античності в музичному житті рабовласницького суспільства велику роль грав Рим. У музичному мистецтві цієї величезної колоніальної імперії відбилися її багатство, старовина культури, художня обдарованість народу і водночас занепад, що все стрімкіше насувався, розкладання рабовласницького світу. Музика звучала під час видовищ, кривавих циркових змагань (circenses); створювалися величезні оркестри; музичні інструменти — кіфари, авлоси, ударні велетенських розмірів покликані були задовольняти примхи патриціанської аудиторії. Виникли концертні антрепризи. Корінні пісенні та інструментальні традиції розчинялися у величезному напливі культур Західної Азії.

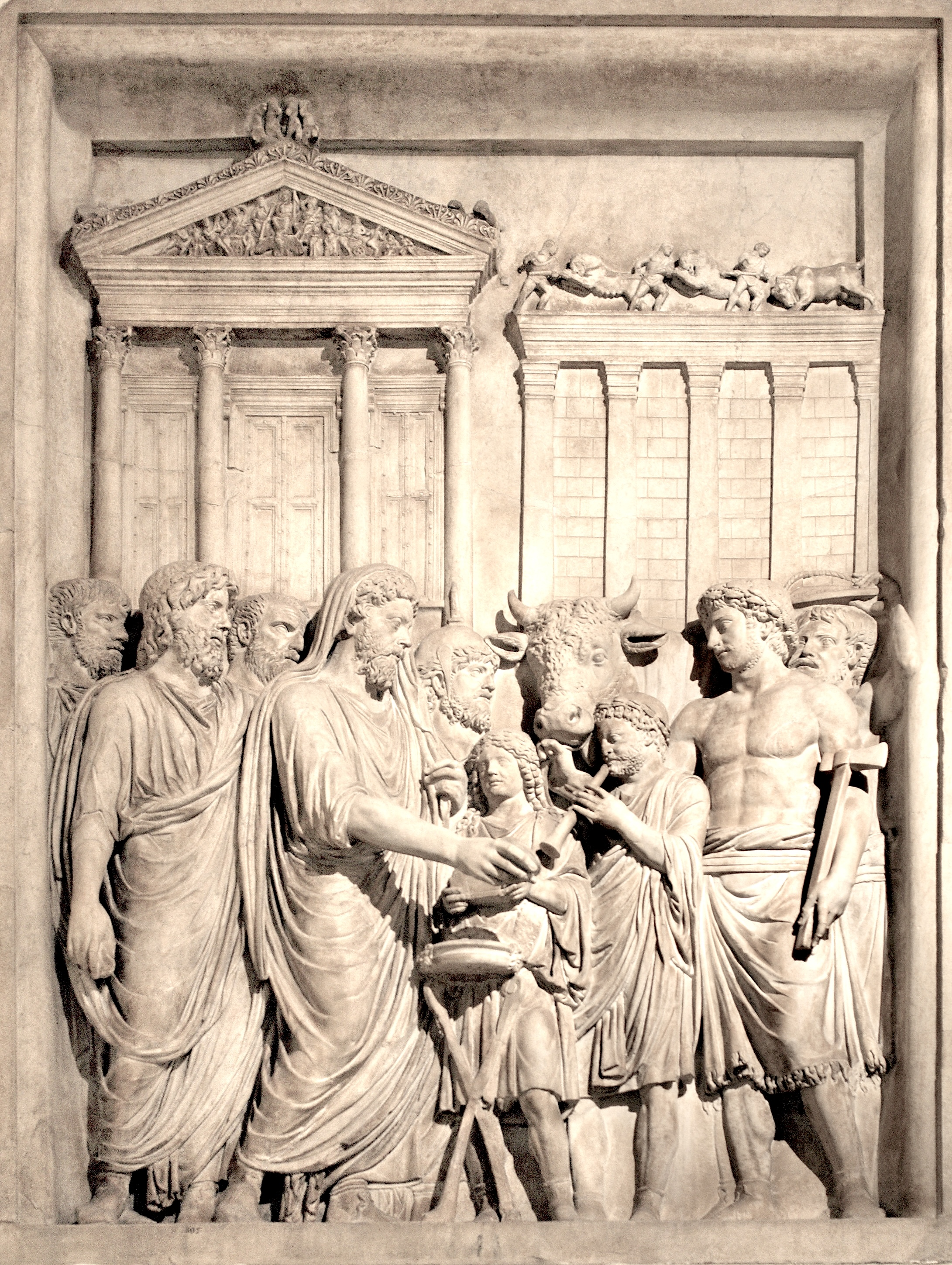

Покладені на музику вірші Овідія, Горація, Катулла ще складали високе класичне мистецтво античного стилю. З Римом зв'язав свою творчість знаменитий грецький співак-віртуоз Мезомед (2 ст. н. е.), творець прекрасних гімнів. Чудовий поет і мислитель-матеріаліст Тит Лукрецій Кар в поемі «Про природу речей» спробував дослідити, з точки зору епікурейської філософії, природу музичного звуку і пояснити походження музики повсякденними потребами людей.
Нарешті, у безвісних наспівах римських рабів, зокрема в співах древніх християн тієї пори, коли вони були ще гнаною сектою, що виражала ідеологію поневолених низів римського суспільства, ймовірно, вже відбувалося зародження тих різноплемінних інтонаційних елементів, які склали згодом первинні пласти музичної культури раннього середньовіччя.

## Музика та побут

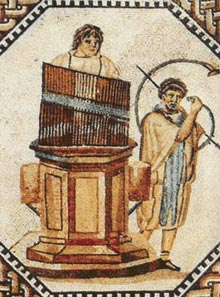

У Римській імперії захоплення музикою було загальним. Римські аристократи здобували водяні органи — гідравлос (винахід Ктесібія) для своїх вілл, а деякі багатії мали на утриманні оркестри рабів. Члени багатих сімей навчалися співу або гри на якомусь інструменті. Жодне свято не проходило без музичних інструментів. Дуже популярною була професія вчителя музики.

## Музичні інструменти
У Римській імперії набули поширення грецькі музичні інструменти, перевезені до Риму після підкорення. Найпоширенішими інструментами в Стародавньому Римі були кіфара і гідравлос. Поряд з ними популярними були різновиди арфи (трігонон, самбіка) і щипковому ліри (барбітос, магадіс). У воєнних регіонах використовувалися духові інструменти (наприклад, літуус). На святкуваннях використовувалося безліч музичних інструментах. Так на святі Діоніса (бога виноробства і веселощів) використовувалися кимвали та інші шумові інструменти.